# Petexbatún
Petexbatún est un lac du Guatemala, situé au sud du département du Petén auprès de Sayaxché. Formé par la rivière du même nom, qui est un affluent du fleuve de La Passion, ce lac est également alimenté par les ruisseaux Aguateca et El Faisán.
Les archéologues ont donné le nom d'État de Petexbatún à un groupe de sites archéologiques mayas situés dans cette zone, parmi lesquels Seibal, Itzán, Dos Pilas, Aguateca, Tamarindito, Punta de Chimino, Nacimiento et d'autres cités mayas de l'époque classique mésoaméricaine.
Ce territoire fut abandonné au classique tardif, lors de l'effondrement de la civilisation maya. Les recherches archéologiques entreprises dans cette zone ont permis d'apporter de nouvelles explications à cet effondrement. Quelques rares sites ont été de nouveau habités plus tard, comme Seibal, mais probablement par d'autres groupes ethniques.